# Микс Индрашис
Микс Индрашис (лет. Miks Indrašis — Рига, 30. септембар 1990) професионални је летонски хокејаш на леду који игра на позицијама деснокрилног нападача.
Члан је сениорске репрезентације Летоније за коју је на међународној сцени дебитовао на светском првенству 2012. године. Био је део олимпијског тима Летоније на ЗОИ 2014. у Сочију.
Највећи део професионалне каријере игра за екипу Динама из Риге у КХЛ лиги.